# 宽叶杜香
宽叶杜香（学名：Ledum palustre var. dilatatum）为杜鹃花科杜香属下的一个变种。